# Atlas linguistique du Pays basque
L’Atlas linguistique du Pays basque (Euskararen Herri Hizkeren Atlasa en basque, EHHA) est un projet d'atlas linguistique du basque publié depuis 2008 par l’Académie de la langue basque et dirigé par Charles Videgain. L'objectif est l'élaboration des cartes linguistiques à partir des résultats des enquêtes, afin de les mettre à la disposition du public.
Sur chaque point d’enquête 2857 questions ont été posées : 2162 sur le lexique, 596 sur la morphologie (336 sur la morphologie nominale et 260 sur la morphologie verbale), 62 sur la syntaxe et 37 sur la phonétique syntaxique. Sur ces 145 communes, 73 dans la Communauté autonome basque dont 1 village en Alava, 36 en Biscaye et 36 au Guipuscoa, 27 villages dans la Communauté forale de Navarre et 45 au Pays basque nord dont 15 au Labourd, 18 en Basse-Navarre et 12 en Soule.